# Rasa de Puitdeponç
La Rasa de Puitdeponç és un torrent afluent per la dreta del Cardener que fa tot el seu curs pel terme municipal de Lladurs.

## Xarxa hidrogràfica
La xarxa hidrogràfica de la Rasa de Puitdeponç està integrada per un total de 3 cursos fluvials. D'aquests, 2 són subsidiaris de 1r nivell de subsidiarietat.
La totalitat de la xarxa suma una longitud de 2.932 m. que transcorren íntegrament pel terme municipal de Lladurs.